# Berkenen
Berkenen is een gehucht in de Belgische gemeente Zonhoven. Het ligt ten noorden van het centrum van Zonhoven.
Berkenen is gelegen omheen de driehoek: Waardstraat, Pleinstraat en Berkenenstraat. Er bevinden zich te Berkenen enkele veldkapelletjes.
Ten oosten van Berkenen bevindt zich het natuurgebied Teut, ten noorden bevond zich de Brelaarschans die ten behoeve van de inwoners van Berkenen was aangelegd. Het gehucht Waard ligt ten noordoosten van Berkenen.
Ten zuiden van Berkenen bevindt zich een bedrijventerrein, De Waerde genaamd.